# IPhone 14
iPhone 14 и iPhone 14 Plus — смартфон производства корпорации Apple, работающий на базе операционной системы iOS 16 и процессора Apple A15 Bionic, который содержит 16 млрд транзисторов и производится контрактным производителем TSMC по усовершенствованному 5 нанометровому (N5P) техпроцессу.
iPhone 14 является базовой моделью 16-го поколения; был представлен 7 сентября 2022 года.
В линейку входит базовый iPhone 14, а также версия с увеличенной диагональю дисплея iPhone 14 Plus (приставка Plus в названии смартфона Apple в предыдущий раз использовалась в iPhone 8 Plus, выпущенном в 2017 году).
Смартфоны серии iPhone 14 и 14 Plus подверглись сильной критике со стороны пользователей. Больше всего критиковалось полное отсутствие отличий от iPhone 13 (включая процессор, который раньше Apple обновляла каждый год), не считая более высокой яркости экрана, а именно 1200 нит. Также пользователи не были рады ложным срабатываниям и обнаруженным ошибками. Обнаружение столкновений — функция, встроенная в iPhone 14, которая предназначена для обнаружения серьёзных автомобильных аварий и автоматически начинает экстренный телефонный звонок через 20 секунд после предполагаемой аварии, если пользователь не отменит его. С момента его выпуска было много сообщений о том, что эта функция автоматически включалась во время катания на американских горках из-за того, что аттракционы внезапно останавливались после движения на высокой скорости, похоже на автомобильную аварию.

## Технические характеристики

### Процессор
В iPhone 14 и iPhone 14 Plus используется разработанная Apple по усовершенствованному 5-нанометровому (N5P) техпроцессу система-на-чипе A15 Bionic, такая же, которая использовалась в iPhone 13 Pro и iPhone 13 Pro Max 2021 года. Процессор обладает 6 вычислительными ядрами, 5 графическими ядрами и 16-ядерным нейронным процессором.

### Дисплей
iPhone 14 оснащён 6.1-дюймовым дисплеем компании Samsung, выполненным по технологии Super Retina XDR OLED с разрешением 2532 × 1170 пикселей, плотностью пикселей 460 Ppi и частотой обновления 60 Гц. 

iPhone 14 Plus оснащен 6,7-дюймовым дисплеем с той же технологией с разрешением 2780 × 1284 пикселей, плотностью пикселей 458 Ppi и частотой обновления 60 Гц. Оба дисплея имеют пиковую яркость до 1200 нит.

### Камера
iPhone 14 и 14 Plus оснащены одинаковыми камерами: одной фронтальной (12 Мп f/1.9) и двумя задними камерами: широкой (12 Мп f/1.5) и сверхширокой (12 Мп f/2.4). Впервые фронтальная камера оснащена автофокусом и увеличенной диафрагмой. Приложение «Камера» также содержит новый улучшенный режим стабилизации видео, называемый Action Mode

## Программное обеспечение
Предустановленной операционной системой для iPhone 14 и iPhone 14 Plus является iOS 16, которая была выпущена 12 сентября 2022 года. Эта линейка была обновлена до iOS 17.

## Дизайн
iPhone 14 и iPhone 14 Plus имеют дизайн, идентичный iPhone 13, хотя в моделях для США физический лоток для SIM-карты убран.
iPhone 14 и iPhone 14 Plus доступны в пяти цветах: «синий», «пурпурный», «тёмная ночь», «сияющая звезда» и «красный» ((PRODUCT)RED). Пурпурный — это новый цвет, заменяющий розовый, используемый на iPhone 13 и iPhone 13 Mini.
7 марта 2023 года Apple представила новый цвет iPhone 14 и iPhone 14 Plus — жёлтый.
| Цвет | Название       |
| ---- | -------------- |
|      | Синий          |
|      | Пурпурный      |
|      | Тёмная ночь    |
|      | Сияющая звезда |
|      | Product Red    |
|      | Жёлтый         |